# 환인
환인(桓因)은 한국 신화의 천공신으로 환웅의 아버지이자 단군왕검의 할아버지로 전해진다. ‘단인(檀因)’이라고도 한다. 한민족의 건국신화인 단군신화에 등장하며 환웅이 인간세상으로 내려가 세상을 다스릴 것을 허락하고 천부인 3개를 주었다고 한다.

## 개요
《삼국유사》, 《제왕운기》, 《조선왕조실록》 등에 환인에 대한 짧은 기록이 전해지며, 일반적으로 《삼국유사》의 기록이 널리 알려져 있다.
《삼국유사》의 기록에 따르면 환인은 하늘의 신(帝釋天)이라고 한다. 서자인 환웅이 땅을 내려다보면서 인간세상에 뜻을 두는 것을 알게 된 환인은 땅의 삼위태백(三危太伯)을 내려다 보았고, 그곳이 ‘널리 인간을 이롭게 할 수 있다(홍익인간)’고 여겼다. 이에 환웅에게 천부인 3개를 내려주며 땅으로 내려가도록 허락하였다.
한편 《제왕운기》, 《조선왕조실록》의 기록에는 환인이 상제환인(上帝桓因)이라 한다. 환웅이 삼위태백으로 내려가 널리 인간을 이롭게 하겠다고 말하자 환인은 이를 허락하고 천부인 3개를 내려주었다고 한다.
조선시대에는 환인, 환웅, 단군의 신주를 모신 삼성당(三聖堂) 또는 삼성사가 황해도 문화현 구월산에 있었다.
그 외에도 고조선의 역사를 기술한 《동국여지승람(東國輿地勝覽)》과 《응제시주(應制詩注)》및 기타 사서에 보인다.

## 출전
환인(桓因)이 나오는 《삼국유사》 제1권의 주요 부분은 다음과 같다.
 古記云。昔有桓因(謂帝釋也)庶子桓雄。數意天下。貪求人世。父知子意。下視三危太伯可以弘益人間。乃授天符印三箇。遣往理之。雄率徒三千。降於太伯山頂(即太伯今妙香山)神壇樹下。謂之神市。是謂桓雄天王也。將風伯雨師雲師。而主穀主命主病主刑主善惡。凡主人間三百六十餘事。在世理化。

 
또 《고기(古記)》에는 이렇게 말했다.  "옛날에 환인(桓因 [제석帝釋을 말함])의 서자(庶子) 환웅(桓雄)이란 이가 있었는데 자주 천하(天下)를 차지할 뜻을 두어 사람이 사는 세상[人世]을 탐내고 있었다.  그 아버지가 아들의 뜻을 알고 삼위태백산(三位太伯山)을 내려다보니 인간(人間)들을 널리 이롭게 해 줄 만했다. 이에 환인은 천부인(天符印) 세 개를 환웅에게 주어 인간의 세계를 다스리게 했다. 환웅은 무리 3,000명을 거느리고 태백산(太伯山) 마루턱(곧 태백산太白山은 지금의 묘향산妙香山)에 있는 신단수(神檀樹) 밑에 내려왔다.  이곳을 신시(神市)라 하고, 이 분을 환웅천왕(桓雄天王)이라고 이른다. 그는 풍백(風伯) · 우사(雨師) · 운사(雲師)를 거느리고 곡식 · 수명(壽命) · 질병(疾病) · 형벌(刑罰) · 선악(善惡) 등을 주관하고, 모든 인간(人間)의 360여 가지 일을 주관하여 세상을 다스리고 교화(敎化)했다."
 — 《삼국유사》 권제1 〈기이(紀異) 제1〉. 한문본 & 한글본

## 환인의 의미

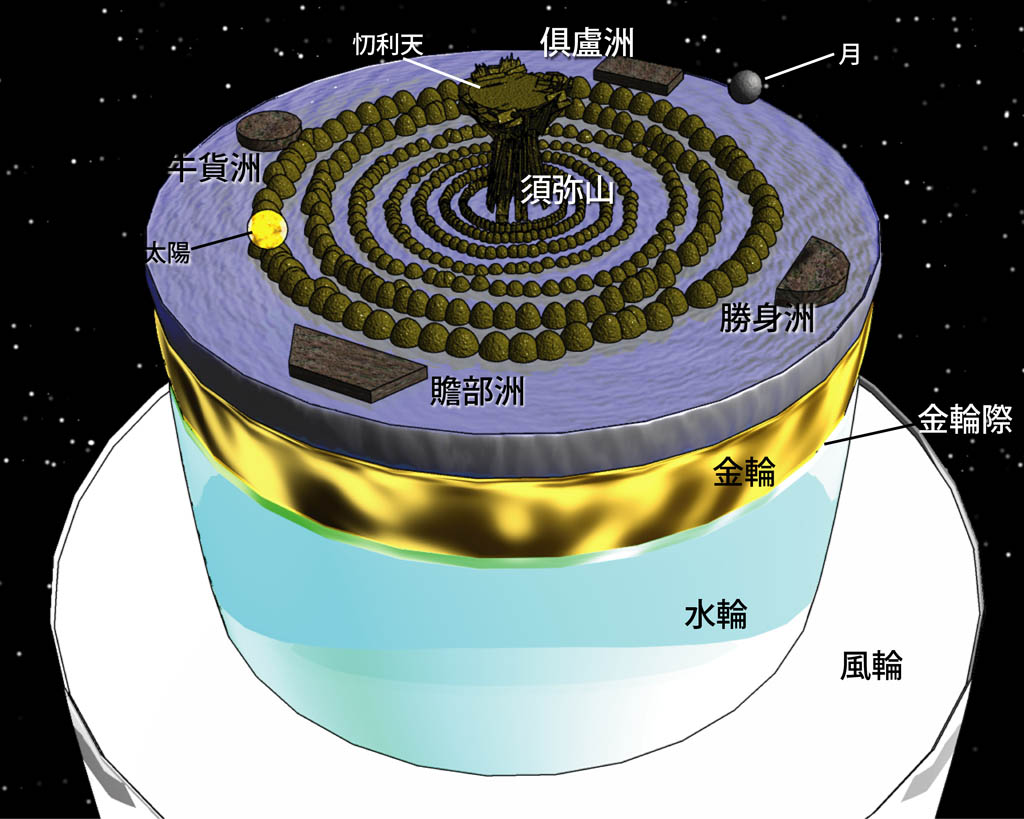
불교 우주론의 1수미세계(一須彌世界): 가운데에 수미산(須彌山)이 있고 수미산 꼭대기에 도리천(忉利天)이 있으며, 도리천의 왕이 제석천 즉 환인(桓因)이다. 풍륜 위에 수륜이 있고, 수륜 위에 금륜이 있으며, 금륜 위에 4대주(四大洲)와 9산8해(九山八海)가 있다. 수미산은 9산 가운데 하나이다.

《삼국유사》의 제석(帝釋)이라는 표현은 불교에서 말하는 제석환인(帝釋桓因, 인드라)에서 차용된 것으로 보이며, 승려인 저자 일연이 원래의 신화에 불교적 세계관을 가미한 것으로 보는 것이 일반적이다 한편 원래의 신화에서도 환인(桓因)이라는 명칭은 존재하였던 것으로 보아 이를 천신(天神, 하늘님)이나 태양신(환님)으로 해석하기도 하며 하느님이라는 우리말 소리값의 이두식 표기로 보기도 한다.
불교 용어로서의 환인(桓因)은 불교 우주론에서 6욕천 중 제2천인 도리천(33천)의 왕인 제석천(帝釋天)의 다른 이름이다. 제석천의 산스크리트어 원명은 샤크라 데바남 인드라(산스크리트어: Śakra Devānām-indra, 팔리어: Sakka devānam indo)인데 '데바들의 왕, 샤크라(Śakra, lord of the devas)'를 뜻한다. 음역하여 석가제환인다라(釋迦提桓因陀羅)라고도 하며, 이것을 줄여서 석제환인(釋提桓因) 또는 석가제바(釋迦提婆)라고도 한다.
석가제환인다라(釋迦提桓因陀羅)에서 석가는 샤크라(Śakra)의 음역어인데, 샤크라는 힌두교의 신 인드라(Indra)의 여러 다른 이름들 가운데 하나이다. 제환은 데바남(Devānām)의 음역어인데 '데바들의(of devas, of gods, of demigods)'를 뜻하며, 제바(提婆)라고도 음역하며 보통 의역하여 천(天)이라고 한다. 인다라는 인드라(indra)의 음역어인데 우두머리(chief) 또는 왕(king)을 뜻한다.  따라서 석가제환인다라는 "데바들의 왕, 샤크라" 또는 "신[天]들의 제왕, 샤크라"를 뜻한다.  환인(桓因)은 석가제환인다라(釋迦提桓因陀羅)에서 '환인'을 추출하여 약어로 삼은 것으로, 따라서 환인이라는 명칭은 당연히 원래의 명칭이 뜻하는 바인 데바들의 왕 또는 신들의 제왕을 의미한다.
한편 제석(帝釋)의 한자어 문자 그대로의 뜻은 '천제(天帝) 샤크라(Sovereign Śakra)' 즉 '신[天]들의 제왕[帝], 샤크라[釋](king of the gods, Śakra)'이며,  산스크리트어 샤크라 데바남 인드라(Śakra Devānām-indra, 釋迦提桓因陀羅)의 의역어라 할 수 있다. 즉, 환인은 산스크리트어 원명의 음역어의 줄임말이고, 이에 비해 제석 또는 제석천은 의역어이다. 또한 제석천은 간단히 천주(天主)라고도 하는데, 이것도 역시 '데바[天]들의 왕[主]'을 뜻하는 산스크리트어 인드라(Indra)를 의역한 것이다.

## 위서 속의 환인
《환단고기》에는 환인이 신격과 인격을 동시에 가지는 존재로 그려진다. 신에 가까운 면모를 보이지만 동시에 환국이라는 나라의 군주로도 나타나며, 7대에 이르는 역대 환인이 기록되어 있다. 《환단고기》는 환인의 표기를 일반적인 역사서와 달리 하고 있는데, 桓因과 桓仁의 두 가지로 사용하고 있다. 한편 《규원사화》의 〈조판기〉에도 환인이 등장하는데, 그 모습을 나타내지 않고 가장 높은 곳에 있으면서 다수의 작은 신(小神)을 거느리고, 환웅에게 명을 내리는 존재로서 기술되어 있다. 여기에서, ‘환(桓)’은 밝은 빛으로 그 모양을 본떴다고 하며, ‘인(因)’은 만물이 그로부터 생겨났음을 의미한다고 설명되어 있다. 또한 조선 중기 조여적이 지은 선가서(仙家書) 《청학집(靑鶴集)》에는 신라인들이 환인(桓仁)을 동방 최초의 선도(仙道)의 조사(祖師)이며 진인(眞人)이라 여겼다고 기록하고 있다.
그러나 일반적으로 《청학집》과 같이 후대에 찬술된 도가의 문헌은 선대의 유명인을 견강부회하여 서술하는 경향이 많아 신뢰하기 어렵다고 보고 있으며 《환단고기》나 《규원사화》 등의 서적 역시 후대에 조작된 것으로 보기 때문에 이러한 기록을 그대로 믿기는 어렵다.

## 환인(桓因)과 환국(桓國)
《삼국유사》 판본 가운데 조선 중종때 나온 〈정덕임신본〉 에는, 환인(桓因)이 환국(桓囯)으로 표기되어 있다. 이로 인해 조선 중기 이후의 사찬 역사서들 중 일부에 단군신화의 해당 구절이 ‘환국(桓國)’으로 표기되는 경우가 있었다. 또한 단재 신채호의 《조선상고사》에서 불승들이 환국을 환인이라 조작하였다는 주장이 등장하고, 1965년 문정창이라는 재야사학자에 의해 재조명받으며 ‘일제 식민사학자들이 날조한 것’이라 주장되었다. 하지만 〈정덕임신본〉의 환국(桓囯) 표기는 오각(목판을 만드는 사람이 실수로 잘못 판 것)임이 확인되어 현재는 환국의 존재를 인정하는 국사학자는 없다. 일부 재야사학자들은 아직도 조작설을 주장하고 있다.

## 같이 보기
- 환웅
- 단군
- 단군조선
- 한국 신화
- 한국의 문화
- 한국의 역사

## 읽을 거리
- 윤명철(尹明喆), 〈환인(桓因)에 대하여〉, 《한국역대인물 종합정보시스템》

## 참고 문헌 및 링크
- 이 문서에는 다음커뮤니케이션(현 카카오)에서 GFDL 또는 CC-SA 라이선스로 배포한 글로벌 세계대백과사전의 내용을 기초로 작성된 글이 포함되어 있습니다.
- 김은수 번역.주해, 박금 저,《부도지》, 한문화, 2002
- 북애자,《규원사화》
- 세친 지음, 현장 한역, 권오민 번역 (K.955, T.1558). 《아비달마구사론》. 한글대장경 검색시스템 - 전자불전연구소 / 동국역경원. K.955(27-453), T.1558(29-1). |title=에 외부 링크가 있음 (도움말)
- 운허.  동국역경원 편집, 편집. 《불교 사전》. |title=에 외부 링크가 있음 (도움말)
- 이승휴, 《제왕운기》
- 이유립,《환단고기》, 광오이해사, 1979
- 일연, 《삼국유사》
- 《조선왕조실록》 중 《세종실록》 〈지리지〉
- (영어) Dawson, John (1888). 《A Classical Dictionary Of Hindu Mythology And Religion Geography History And Literature》. London: Trübner. |title=에 외부 링크가 있음 (도움말)
- (중국어) 佛門網. 《佛學辭典(불학사전)》. |title=에 외부 링크가 있음 (도움말)
- (중국어) 星雲. 《佛光大辭典(불광대사전)》 3판. |title=에 외부 링크가 있음 (도움말)
- (중국어) 세친 조, 현장 한역 (T.1558). 《아비달마구사론(阿毘達磨俱舍論)》. 대정신수대장경. T29, No. 1558, CBETA. |title=에 외부 링크가 있음 (도움말)